# Наш выход
Наш выход — общественное движение по поиску и возвращению домой военных армии РФ. Цель движения — поиск и возвращение домой российских военных, пропавших без вести, попавших в плен или погибших в ходе войны на Украине.

## История
Россиянки, по разным причинам оказавшиеся в Украине, анонсировали создание нового общественного движения «Наш выход». Движения основанное 27 декабря 2023 года тремя россиянками, Ириной Крыниной, Викторией Ивлевой и Ольгой Раковой, находящимися на Украине. Среди основательниц движения — Ирина Крынина, гражданский муж которой мобилизовали в армию РФ, но он попал в плен. Женщина самостоятельно разыскала его в Украине и приехала, чтобы встретиться. В итоге она осталась в Украине, чтобы помочь другим матерям и женам, чьи сыновья и мужья пропали на войне.
С самого начала своей деятельности движение получило множество запросов от родственников пропавших российских военных, и по состоянию на 2 сентября 2024 года, благодаря взаимодействию с украинским государственным проектом «Хочу найти», было подтверждено нахождение 862 военнослужащих, из которых 803 среди военнопленных и 59 среди тел и останков погибших. Из них по итогам обменов в Россию удалось вернуть 182 военных и 34 тела.

## Деятельность
Движение «Наш выход» предоставляет родственникам пропавшего без вести военнослужащего видеодоказательство, с которым те могут обратиться в военкомат, воинскую часть и военную прокуратуру, и получить для родного статус «военнопленный». Оно организовывает видеозвонки с военнопленными для их родственников из мест содержания и с обменов.
Движение вместе с юристами разработало Дорожную карту, в которой собраны актуальные рекомендации для тех, кто ищет своих пропавших на войне близких. Оно публикует достоверные списки военнопленных, которые попали на обмен и отправились в Россию. 24 августа 2024 года «Наш выход» опубликовал список 115 возвращённых по обмену военнопленными солдат срочной службы, попавших в плен в Курской области.
Активистки движения призывают российских граждан требовать проведения обменов от властей и сами активно призывают Министра обороны России Андрея Белоусова к обменам и установлению сроков демобилизации.
Перед празднованием католической и православной Пасхи «Наш выход» обратился к главе католической Папе римскому Франциску к главам всех православных церквей по всему миру с призывом поддержать обмен пленными в формате «всех на всех». В ежегодном пасхальном обращении Папа римский Франциск Папа римский Франциск предложил России и Украине обменяться пленными «всех на всех». В ночь на 5 мая, во время пасхальной литургии, духовный лидер православных христиан во всём мире Вселенский Патриарх Варфоломей заявил, что поддерживает инициативу общественного движения «Наш Выход» по обмену пленными между Украиной и Россией по принципу «всех на всех». Инициативу поддержали и другие лидеры православных христиан, среди которых был Первоиерарх Русской Православной Церкви Заграницей митрополит Агафангел.